# Richardson Gang
La Richardson Gang fu un'organizzazione criminale operante negli anni sessanta a Londra. Sebbene meno influenti dei loro rivali gemelli Kray, i membri del gruppo avevano una reputazione di gangster spietati e sadici. Conosciuti anche come Torture Gang (la banda della tortura), la loro specialità consisteva nell'inchiodare le vittime al pavimento con chiodi da 6 pollici e tagliare loro le dita dei piedi con delle tronchesi.
Il leader storico del gruppo fu Charlie Richardson, nato a sud di Londra nel 1934 e scomparso nel 2012. Charlie e suo fratello Eddie furono coinvolti in una sanguinosa faida con il gruppo dei gemelli Kray.